# Данбері (Техас)
Данбері (англ. Danbury) — місто (англ. city) в США, в окрузі Бразорія штату Техас. Населення — 1671 особа (2020).

## Географія
Данбері розташоване за координатами 29°13′38″ пн. ш. 95°20′46″ зх. д. / 29.22722° пн. ш. 95.34611° зх. д. (29.227298, -95.346241).  За даними Бюро перепису населення США в 2010 році місто мало площу 2,48 км², уся площа — суходіл.

## Демографія
Згідно з переписом 2010 року, у місті мешкало 1715 осіб у 596 домогосподарствах у складі 470 родин. Густота населення становила 693 особи/км².  Було 633 помешкання (256/км²).
Расовий склад населення:
| - 89,9 % — білих - 0,8 % — чорних або афроамериканців - 0,6 % — корінних американців - 0,5 % — азіатів - 5,3 % — осіб інших рас |

До двох чи більше рас належало 2,9 %. Частка іспаномовних становила 13,7 % від усіх жителів.
За віковим діапазоном населення розподілялося таким чином: 31,0 % — особи молодші 18 років, 58,2 % — особи у віці 18—64 років, 10,8 % — особи у віці 65 років та старші. Медіана віку мешканця становила 33,4 року. На 100 осіб жіночої статі у місті припадало 99,9 чоловіків;  на 100 жінок у віці від 18 років та старших — 95,7 чоловіків також старших 18 років.
Середній дохід на одне домашнє господарство  становив 83 586 доларів США (медіана — 65 769), а середній дохід на одну сім'ю — 100 423 долари (медіана — 85 139). Медіана доходів становила 73 188 доларів для чоловіків та 38 929 доларів для жінок. За межею бідності перебувало 7,7 % осіб, у тому числі 5,5 % дітей у віці до 18 років та 12,2 % осіб у віці 65 років та старших.
Цивільне працевлаштоване населення становило 677 осіб. Основні галузі зайнятості: освіта, охорона здоров'я та соціальна допомога — 19,4 %, виробництво — 15,7 %, будівництво — 11,1 %, роздрібна торгівля — 9,6 %.